# 임한호
임한호(林漢浩, 1752년 ~ 1827년)는 조선 후기의 문신이다. 자는 경소(景昭), 시호는 정간(貞簡), 본관은 나주이다.

## 생애
1783년에 생원이 되어 1792년 식년문과에 급제하여 암행어사를 지냈다. 1800년 이조참의를 거쳐 사간원, 대사간이 되었다가 대왕대비 김씨의 수렴청정을 논의(수렴청정을 해야 한다는 의견을 내세움)하였다가 파직되어 안주에 유배되었다가 1804년 대왕대비의 동의하에 대사간에 복직, 1805년 강원도관찰사가 되었다가 형조판서, 이조판서, 우빈객을 지내고 우의정에 제수되었다. 중추부판사에 제수된 후에는 서얼의 등용을 주장하여 서자도 조정에 출사할 수 있게 하였다. 생전에 인품이 소박하고 자손이 많아 복인(福人)으로 불렸다.

## 사후
안동김씨의 세도가 김조순과 더불어 당대의 권력자라고 칭송받았으며 1827년에 죽고 정간(正懇)이라는 시호를 받았다.